# 云南溲疏
云南溲疏（学名：Deutzia yunnanensis）为虎耳草科溲疏属下的一个种。种加词 yunnanensis 意为“云南的”。